# Kraški izvir
Kraški izvir je točka na kraškem ozemlju na stiku med kraškim in fluvialnim območjem, kjer podzemeljska voda prihaja na površino. To praviloma sploh ni izvir, saj ne gre za nastanek novega vodnega toka, temveč je to že obstoječi vodotok, ki je nekje prej poniknil in se sedaj vrača na površje. Voda tako po navadi na dan priteče v večjih količinah.
Veliki kraški izviri so v mnogih delih sveta. Največji svetovni kraški izviri naj bi bili v Papuanski Novi Gvineji, drugi pa v sredozemskih državah, vključno z Slovenijo, Hrvaško, Bosno in Hercegovino, Italijo in Turčijo.
Če se kraški izvir pojavi v jami, mu pravimo tudi jamski izvir. Podmorski kraški izviri, znani tudi kot vrulja, se pojavljajo po vsem svetu in so največji v plitvih vodah Sredozemskega morja.

## Obrh in zatrep
Manj znana je beseda obrh, s katero označujemo močan kraški izvir, ki se izlije po navadi izpod visoke skalne stene, ustvari majhno, a globoko jezero in nato odteče po dolini. Raziskovalci skoraj nikoli ne morejo preučiti prejšnjega pritoka, ker se voda pojavi iz tesnih zatrepov. To so z neprehodnimi skalami zajezeni izviri. Po njih se tudi dolina, ki jo je s časom ustvarila njihova voda, strokovno imenuje zatrepna ali kraška dolina.
Največkrat je v globini obrhovega jezerca podzemski odtok. Ker so ta jezerca najgloblje kraške vode na odprtem, živijo ponekod v njih tudi človeške ribice in druge živali, ki sicer živijo samo v jamah. Najlepši in najgloblji obrh na Slovenskem je Divje jezero.

## Kropa
Včasih sestoji kraški izvir iz raznih vodnih virov, ki razpršeno prihajajo iz številnih špranj med skalami. Imenujemo ga kropa in po njem se imenuje na primer tudi reka Krupa v Beli krajini. Za to reko je bil pred leti tragično dokazan njen kraški izvor. Ko so namreč hoteli vodo uporabiti za nov vodovod, so ugotovili, da je hudo zastrupljena zaradi odpadkov tovarne, ki je z njimi zalagala precej oddaljeno vrtačo.

## Fontana ali bruhalnik
Zelo zanimiva vrsta kraškega izvira je bruhalnik, ki mu Kraševci pravijo fontana. Kjer iztok iz podzemlja ovirajo sifoni (smrki), voda priteka na površje le obdobno, ko se notranji zbiralniki toliko napolnijo, da voda po načelu vezne posode prestopi sifonsko zaporo. Taki izviri so najpogostejši na Primorskem krasu, zato imajo italijansko ime, čeprav v Italiji takih izvirov skoraj ni. Posebno v preteklih časih so bile fontane intenzivno izkoriščane za preskrbo pitne vode, ker so večkrat na lahko dostopnih krajih. Omembe vredna je ulica Sedmih fontan v Trstu (še danes Via Settefontane), kamor je v rimski dobi vodila iz mesta pot do naravnega izvira vode, ki se je pojavljal zdaj tu zdaj tam. Danes vemo, da je to bila skupina bruhalnikov, ki so se pojavljali, kadar je to dovoljeval sifon.
Druga vrsta bruhalnikov se pojavlja na kraških poljih, kjer voda izvira naravnost iz tal. Tudi v teh primerih je iztok odvisen od sifonov, ki se polnijo in prekipevajo zaradi obilja padavin. Zato je poplavljanje kraških polj tesno povezano z letno dobo in od nje odvisne količine dežja.

## Slovenske reke in vodotoki s kraškimi izviri
- Ljubljanica (s kraškimi izviri Mali in Veliki Močilnik; Retovje itd.)
- Ljubija (Ljubljanica)
- Bistra (pritok Ljubljanice)
- Bistrica, pritok reke Reke v Ilirski Bistrici
- Iščica ali Ižica (pritok Ljubljanice z Iga)
- Kolpa (mejna reka, ki izvira v Gorskem Kotarju na Hrvaškem)
- Bilpa (izvir, pritok Kolpe)
- Krka
- Krupa
- Obrh (Metlika)
- Dobličica
- Ribnica (reka)
- Rinža
- Temenica (večkrat ponikne) : Zijalo
- Vipava
- Hubelj
- Timava v Italiji
- Jezernica (iz Divjega jezera)
- Soča
- Boka (izvir, slap in pritok Soče)
- Savica (izvir, slap in pritok Bohinjskga jezera)
- Škratovka
- Kamniška Bistrica
- Malenščica in Škratovka na Planinskem polju (Unica)
- Pivka (bruhalnik v Pivšcah)
- Podroteja/Idrijca
- Rak (potok)
- Stržen (Jezerščica)
- Bloščica • Ravniščica • Blatni potok • Farovščica • Runarščica
- Mali in Veliki Obrh
- Zelenka in Šica na Grosupeljskem polju